# Lista de filmes recomendados pelo Vaticano
A Lista de filmes recomendados pelo Vaticano foi uma lista de filmes feita no ano de 1995 em homenagem aos 100 anos do cinema.
Nela o Pontifício Conselho para as Comunicações Sociais selecionou filmes que possuem especial importância em matérias religiosas, artísticas ou morais.

## A lista
Os filmes estão divididos em três categorias: Religião, valores e arte.

### Religião
- A vida e a paixão de Jesus Cristo (La Passion) – Ferdinand Zecca (França, 1903).

- A Paixão de Joana d'Arc (The Passion of Joan of Darc) – Carl Dreyer (França, 1928).

- Monsieur Vincent – Maurice Cloche (França, 1947).

- Francisco o arauto de Deus (Flowers of St. Francis) – Roberto Rossellini (Itália, 1950).

- A palavra (Ordet) – Carl Dreyer (Dinamarca, 1955).

- Ben-Hur (Ben-Hur) – William Wyler (Estados Unidos, 1959).

- O Nazareno (Nazarin) – Luis Buñuel (México, 1959).

- O Evangelho segundo São Mateus (The Gospel According to St. Mathew) – Pier Paolo Pasolini (Itália, 1964).

- O homem que não vendeu sua alma (A Man for All Seasons) – Fred Zinnemann (Inglaterra, 1966).

- Andrei Rublev (Andrei Rublev) – Andrei Tarkovsky (União Soviética, 1966).

- O Sacrifício (The Sacrifice) – Andrei Tarkovsky (Suécia/França, 1986).

- A Missão – Roland Joffe (Inglaterra, 1986)

- A Festa de Babette (Babette’s Feast) – Gabriel Axel (Dinamarca, 1987).

- Francesco-a história de São Francisco de Assis (Francesco) – Liliana Cavani (Itália, 1988).

### Arte
- Nosferatu (Nosferatu) – F. W. Murnau (Alemanha, 1922).

- Metrópolis (Metropolis) – Fritz Lang (Alemanha, 1927).

- Napoleão (Napoleon) – Abel Gance (França, 1927).

- As Quatro Irmãs (Little Women) – George Cukor (Estados Unidos, 1933).

- Tempos Modernos (Modern Times) – Charles Chaplin (Estados Unidos, 1936).

- A Grande Ilusão (Grand Illusion) – Jean Renoir (França, 1937).

- A Diligência (Stagecoach) – John Ford (Estados Unidos, 1939).

- O Mágico de Oz (The Wizard of Oz (1939)) – Victor Fleming (Estados Unidos, 1939).  – já analisado no PdF –

- Fantasia (Fantasia) – Walt Disney (Estados Unidos, 1940).

- Cidadão Kane (Citizen Kane) – Orson Welles (Estados Unidos, 1941).

- The Lavender Hill Mob (The Lavender Hill Mob) – Charles Chrichton (Inglaterra, 1951).

- A Estrada (La Strada) – Federico Fellini (Itália, 1954).

- 8 1/2(8 1/2) – Federico Fellini (Itália, 1963).

- O Leopardo (The Leopard) – Luchino Visconti (Itália, 1963).

- 2001: Uma Odisséia no Espaço (2001: A Space Oddessy) – Stanley Kubrick (Inglaterra, 1968).

### VALORES
- Intolerância (Intolerance) – D. W. Giffith (Estados Unidos, 1916).

- Roma, Cidade Aberta (Open City) – Roberto Rossellini (Itália, 1945).

- A Felicidade não se Compra (It's a Wonderful Life) – Frank Capra(Estados Unidos, 1947)

- Ladrões de bicicletas (Ladri di biciclette) – Vittorio Di Sica (Itália, 1948).

- Na Área da Praia (On the Waterfront) – Elia Kazan (Estados Unidos, 1954).

- A Harpa da Birmânia (The Burmese Harp) – Kon Ichikawa(Japão, 1956).

- Morangos Silvestres (Wild Strawberries) – Ingmar Bergman (Suécia, 1957).

- O Sétimo Selo (The Seventh Seal) – Ingmar Bergman (Suécia, 1957).

- Dersu Uzala (Dersu Uzala) – Akira Kurosawa (União Soviética/Japão, 1975).

- A Árvore de Wooden Clogs (The Tree of Wooden Clogs) – Ermanno Olmi (Itália, 1978).

- Carruagens de Fogo (Chariots of Fire) – Hugh Hudson (Inglaterra, 1981).

- Gandhi (Gandhi) – Richard Attenborough (Inglaterra, 1982).

- Adeus, Meninos (Au revoir les enfants) – Louis Malle (França, 1987).

- O Decálogo (Dekalog) – Krzystof Kieslowski (Polônia, 1988).

- A Lista de Schindler (Schindler’s List) – Steven Spielberg (Estados Unidos, 1993).